# غار علمداری نواجرد
غار علمداری نواجرد مربوط به دوران پارینه‌سنگی جدید - دوران فرادیرینه‌سنگی است و در شهرستان پاسارگاد، بخش مرکزی، دهستان کمین، ۵۰۰ متری شمال غربی روستای نواجرد، شمال تنگ علمداری واقع شده و این اثر در تاریخ ۳۰ بهمن ۱۳۸۶ با شمارهٔ ثبت ۲۰۷۴۴ به‌عنوان یکی از آثار ملی ایران به ثبت رسیده است.